# Louis Pergaud
Louis Pergaud (Belmont (Doubs), 22 de gener de 1882 - Marchéville-en-Woëvre 4 d'abril de 1915) fou un escriptor francès. Va donar classes com a suplent a les escoles de Durnes entre 1901 i 1905 i de Landresse entre 1905 i 1907. El 1908 publica el seu primer llibre de poemes i aconsegueix guanyar el premi Goncourt. Va ser el 1912 quan va publicar La guerre des boutons, una obra de tipus auto-biogràfic, ja que li va donar com subtítol «novel·la dels meus dotze anys». Va ser traduït en català el 1985 per Albert Jané i Riera. Un temps després publica Roman de Miraut, chien de chasse (Novel·la de Miraut, gos de caça). Va morir durant la Primera Guerra Mundial com a sergent en l'exèrcit francès. El seu cadàver mai va poder ser reconegut.
Obres traduïdes
- Jané i Riera, Albert (traductor). La guerra dels botons: novel·la dels meus dotze anys.  Barcelona: Barcanova, 1985. ISBN 8475332595.